# یه قیوابو
یه قیوابو (انگلیسی: Ye Qiaobo؛ زادهٔ june ۳, ۱۹۶۴ (۶۰ سال)) اسکیت‌باز سرعت اهل چین است.